# Армянско-грузинская граница
Армянско-грузинская граница (арм. Հայաստան-Վրաստան սահման, груз. სომხეთ-საქართველოს საზღვარი , romanized: Somkhet–Sakartvelos sazghvari) — международная граница между Арменией и Грузией, длина которой составляет 224 км, а по прямой — 130,67 км.

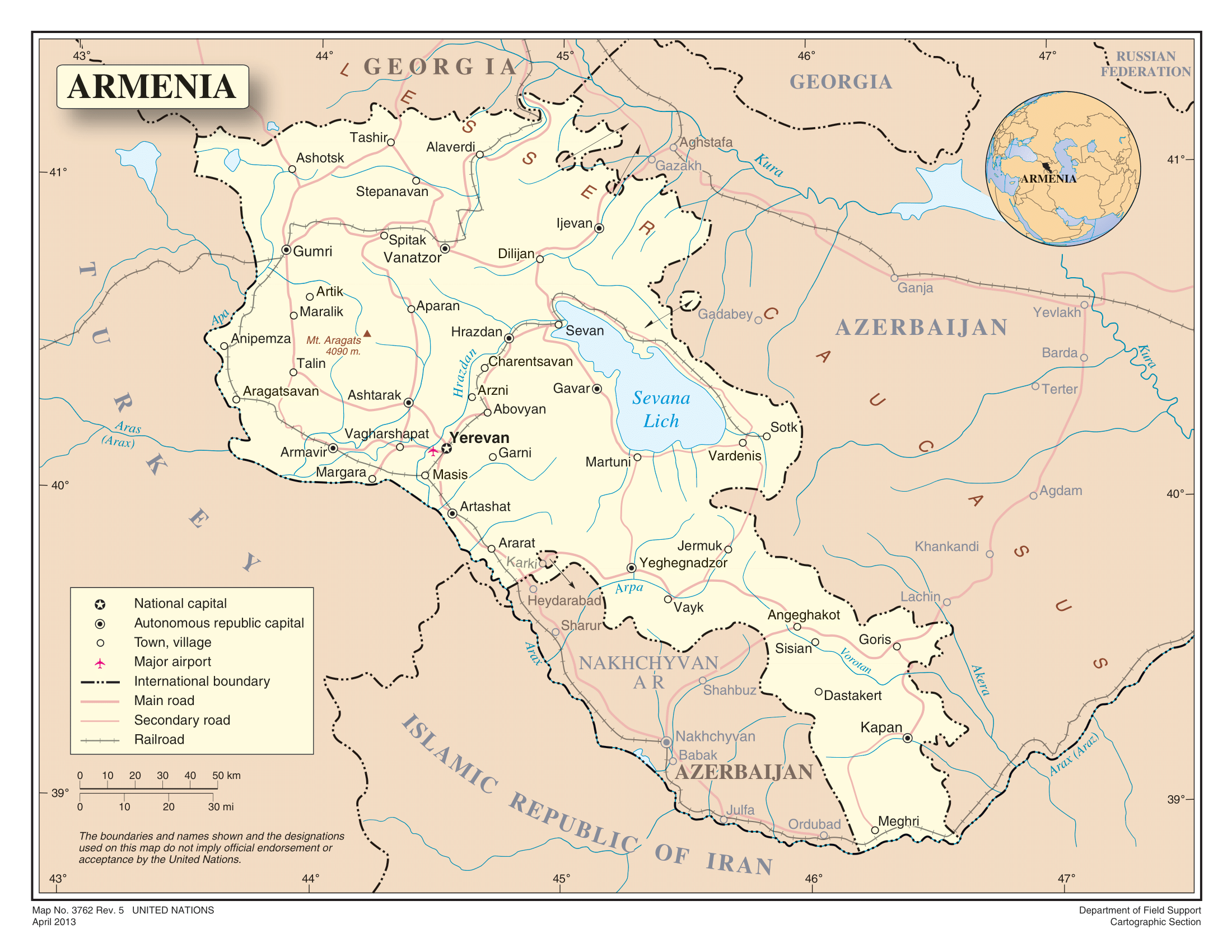
Карта Армении с Грузией на севере

## Описание
Граница начинается на западе в точке пересечения с Турцией и продолжается по суше до точки пересечения с Азербайджаном через серию неправильных линий и небольшой участок на востоке вдоль реки Дебед . В западной, более гористой части границы, находятся два озера, расположенные совсем близко от неё — Мадатапа (в Грузии) и Арпилич (в Армении).

## История
В течение XIX-го века Кавказский регион оспаривался между приходящей в упадок Османской империей, Персией и Россией, которая активно расширялась на юг. Россия официально аннексировала восточно-грузинское царство Картли и Кахети в 1801 году, а затем западно-грузинское Имеретинское царство в 1804 году. В течение 1800-х годов Россия отодвинула свои южные границы на юг за счет территорий Кавказа и Закавказья. В результате Русско-персидской войны (1804—1813) и последующего Гюлистанского мирного договора, Россия приобрела Закавказские ханства (большую часть того, что сейчас является Азербайджаном, Нагорно-Карабахской Республикой и южный Сюникский регион Армении), включая часть территории исторической Восточной Армении. После Русско-персидской войны (1826—1828) и Туркманчайского договора, Персия была вынуждена уступить территорию Эриванского и Нахичеванского ханств (ещё часть территории Восточной Армении), где сегодня располагается АР Нахичевань и небольшая часть Армении. На протяжении XIX века уже в составе России административно-территориальное деление данных территорий претерпевало некоторые изменения, и в начале XX века состояло из Тифлисской, Эриванской, Елизаветпольской губерний и Карсской области.

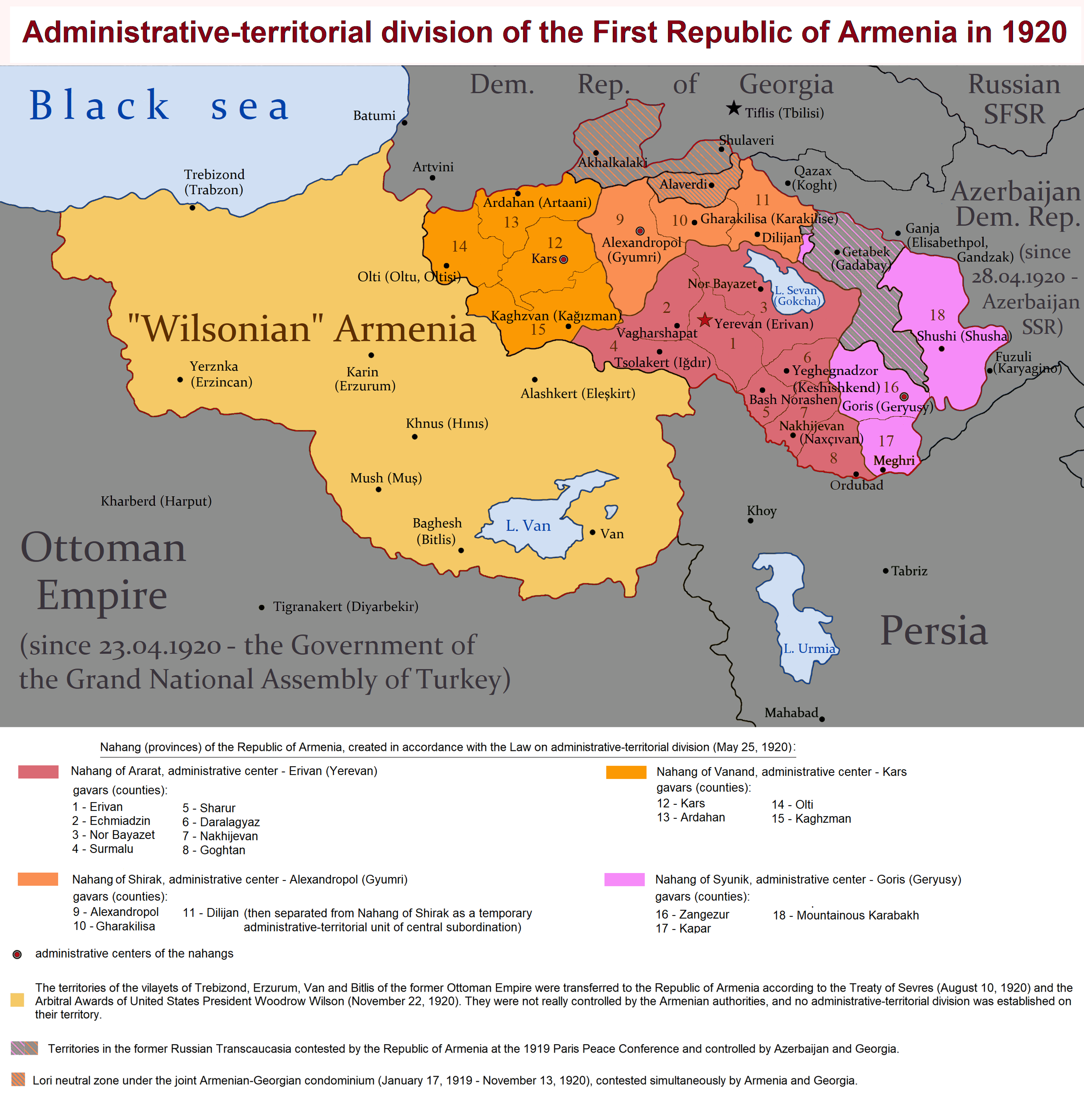
Заявленная территория Первая Республика Армении, спорная территория Ахалкалакский уезд и Лорийская область на севере выделена коричным с тёмным и светлым оттенкам цвета

Заявленная территория Грузинской Демократической Республики, спорная Лорийская область выделена розовым цветом.

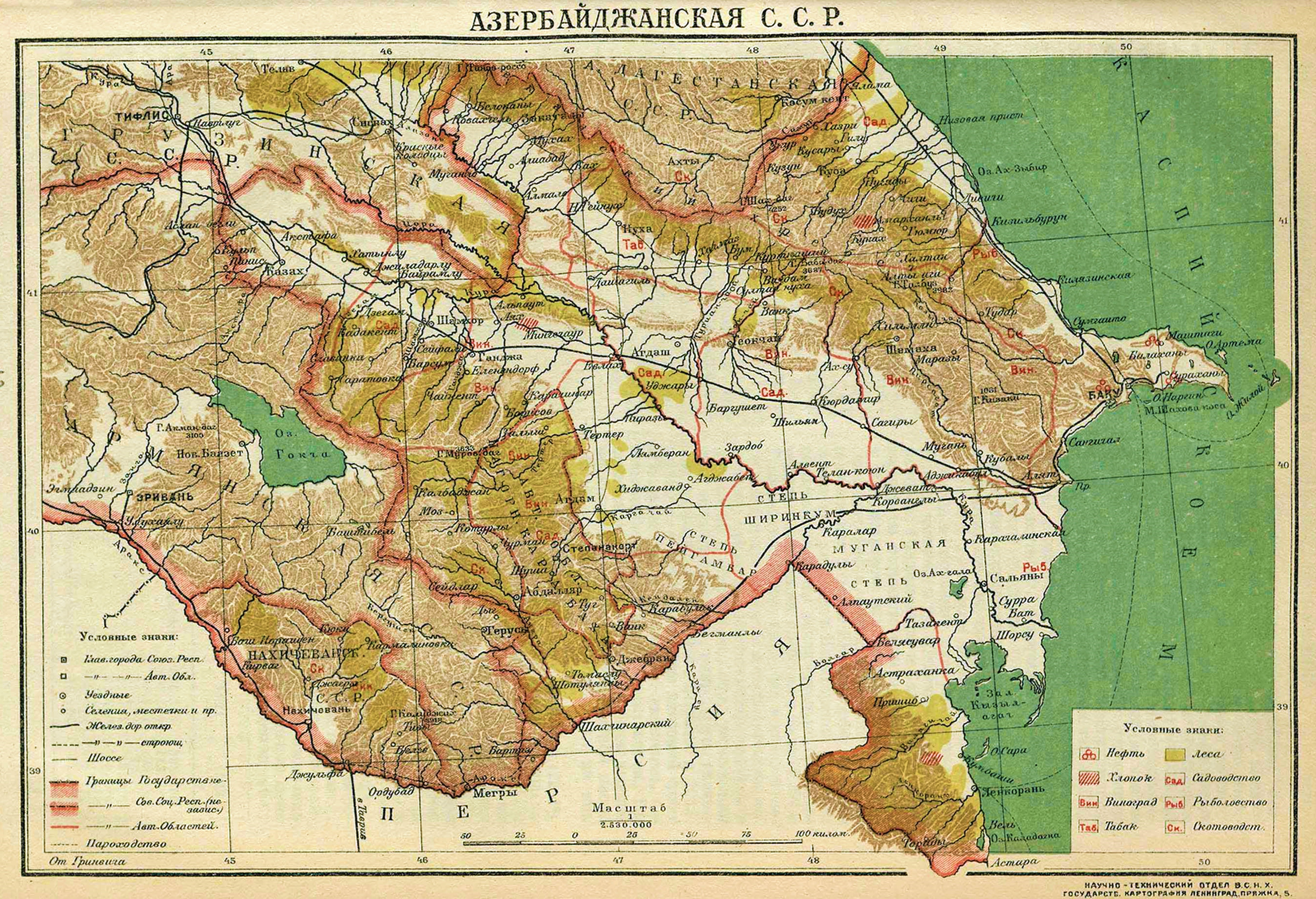
Границы Армянской и Грузинской советских республик в 1926 году. Северная часть Борчалинского района входила в состав Армянской ССР.

После революции 1917 года народы Южного Кавказа провозгласили Закавказскую Демократическую Федеративную Республику (ЗДФР) в 1918 году и начали мирные переговоры с османами. Внутренние разногласия привели к тому, что Грузия вышла из федерации в мае 1918 года, а вскоре за ней последовали Армения и Азербайджан, однако границы между тремя республиками оспаривались. Батумский договор в июне 1918 года положил конец боевым действиям с Османской империей. Когда османы ушли с территории современной Лорийской области в октябре 1918 года, эта территория стала спорной между Арменией и Грузией, большую часть которой составляли Борчалинский и Ахалкалакский уезды бывшей Тифлисской губернии. Грузия заявила, что южные пределы бывшей Тифлисской губернии должны образовывать границу, тогда как Армения заявила, что границу следует перекроить в соответствии с этнической ситуацией на местах. После неудачных мирных переговоров по урегулированию пограничного вопроса в октябре вспыхнули столкновения, за которыми последовали новые застопорившиеся мирные переговоры и Армяно-грузинская война в декабре. Прекращение огня было достигнуто при посредничестве британцев под руководством Уильяма Монтгомери Томсона 17 января 1919 года, и спорный район был объявлен нейтральной зоной в ожидании дальнейших мирных переговоров. После этого и Армения, и Грузия вторглись в район Карса, аннексировав земли и вызвав новые споры между ними по поводу владения территорией.
Вопрос стал спорным, когда в 1920 году Красная армия вторглась в Азербайджан и Армению, положив конец независимости обеих стран, а в феврале-марте 1921 года — Грузии. Турция воспользовалась возможностью отвоевать земли на востоке у Армении, а Грузия оккупировала Лорийскую нейтральную зону с одобрения Армении, чтобы не допустить ее попадания в руки Турции. Граница СССР с Турцией была окончательно оформлена в октябре 1921 года Карсским мирным договором, зафиксировав таким образом западную границу армяно-грузинской границы. Когда в начале 1921 года Советы установили определенный контроль в этом районе, они провели окончательную делимитацию границы между Арменией и Грузией, разделив нейтральную зону Лори на две части (в большинстве в пользу Армении) и зафиксировав границу в её нынешнем состоянии. В 1922 г. все три государства были включены в состав Закавказской СФСР в составе СССР, а в 1936 г. были разделены на самостоятельные советские республики .
Граница стала международной в 1991 году после распада Советского Союза и обретения независимости входящими в его состав республиками. В 1994 году две страны начали работу по делимитации границы. В Грузии проживает многочисленное армянское меньшинство, особенно сконцентрированное в приграничной провинции Самцхе-Джавахети, где они иногда составляют абсолютное большинство. Однако ни армянское, ни грузинское правительство не настаивали на изменении старой границы советских времен между ними.

## Населенные пункты у границы

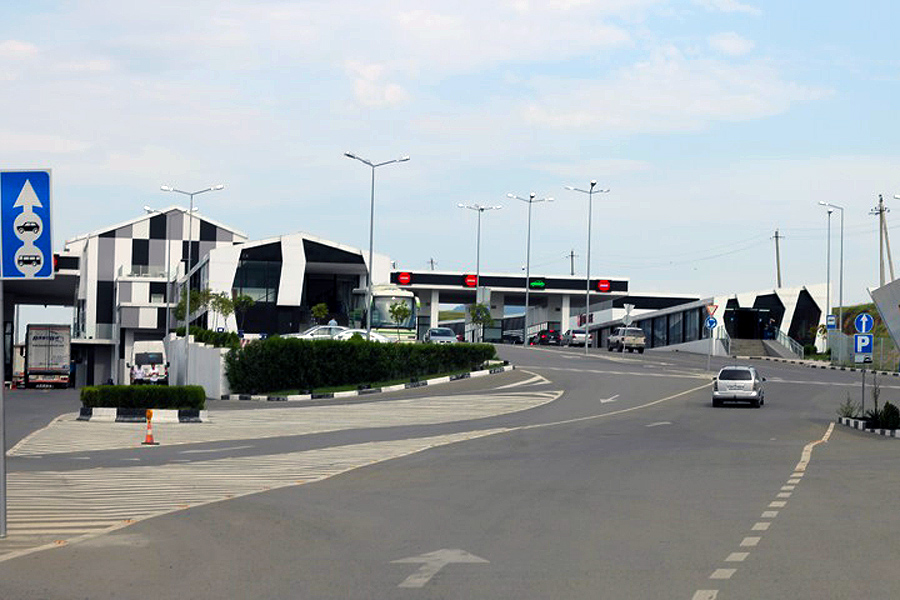
КПП Садахло

### Армения
- Бавра
- Ташир
- Дзюнашох
- Метаван
- Гогаван
- Апавен
- Сарчапет
- Алаверди
- Джилиза
- Айрум
- Ахтанак
- Птгаван
- Баграташен
- Дебетаван

### Грузия
- Гореловка
- Ирганчай
- Дманиси
- Ахкерпи
- Садахло
- Шаумяни

## Пограничные пункты КПП
Между Арменией и Грузией действуют следующие пограничные переходы (КПП):
- Баграташен (ARM) — Садахло (GEO)[24]
- Гогаван (ARM) — Гугути (GEO)[24]
- Привольное (ARM) — Ахкерпи (GEO)
- Бавра (ARM) — Ниноцминда (GEO)[24][25]

## Рекомендации
1. ↑  В. В. Бартольд. Сочинения. Том 2/1, с.703:Ширван никогда не употреблялся в том смысле, чтобы он охватывал территорию теперешней Азербайджанской республики. Ширван — это небольшая часть с главным городом Шемахой, а такие города, как Гянджа и др., никогда в состав Ширвана не входили, и если нужно было бы придумать термин для всех областей, которые объединяет сейчас Азербайджанская Республика, то, скорее всего, можно было бы принять название Арран, но термин Азербайджан избран потому, что когда устанавливалась Азербайджанская Республика, предполагалось, что персидский и этот Азербайджан составят одно целое, так как по составу населения они имеют очень большое сходство. На этом основании было принято название Азербайджан, но, конечно, теперь, когда слово Азербайджан употребляется в двух смыслах — в качестве персидского Азербайджана и особой республики, приходится путаться и спрашивать, какой Азербайджан имеется в виду: Азербайджан персидский или этот Азербайджан?.
2. ↑  The Paths of History — Igor M. Diakonoff, Contributor Geoffery Alan Hosking, Published in the year 1999, Cambridge University Press, pg 100:Until the twentieth century, the term Azerbaijan (a late form of the term Atropatene derived from the name Atropates, satrap and later king of Western Media at the end of the fourth century BC) was used solely for the Turkic-speaking regions of North-Western Iran. When, in 1918—1920, the power in Eastern Transcaucasia (Shirvan, etc.) was taken over by the party of Musavatists, they gave to their state the name ‘Azerbaijan’, hoping to unite it with Iranian Azerbaijan, or Azerbaijan in the original sense of the term; that territory had much greater Turkic population; the Musavatists relied on the state of complete political disintegration of Iran at that period, and hoped to easily annex Iranian Azerbaijan into their state. Until the twentieth century, the ancestors of the present-day Azerbaijanis called themselves Turki, while the Russians called them Tatars, not distinguishing them from the Volga Tatars. The Azerbaijani language belongs to the Oghuz branch of Turkic; the Volga Tatar language belongs to the Kipchak branch of Turkic
3. ↑  Minorsky, V. «Ādharbaydjān (Azarbāydjān) .» Encyclopaedia of Islam. Edited by: P.Bearman, Th. Bianquis, C.E. Bosworth, E. van Donzel and W.P. Heinrichs. Brill, 2007:Historically the territory of the republic corresponds to the Albania of the classical authors (Strabo, xi, 4; Ptolemy, v, 11), or in Armenian Alvan-k, and in Arabic Arran. The part of the republic lying north of the Kur (Kura) formed the kingdom of Sharwan (later Shirwan). After the collapse of the Imperial Russian army Baku was protectively occupied by the Allies (General Dunsterville, 17 August-14 September 1918) on behalf of Russia . The Turkish troops under Nuri Pasha occupied Baku on 15 September 1918 and reorganized the former province under the name of Azarbayd̲j̲ān—as it was explained, in view of the similarity of its Turkish-speaking population with the Turkish-speaking population of the Persian province of Ādharbaydjān.
4. ↑  John F. Baddeley, «The Russian Conquest of the Caucasus», Longman, Green and Co., London: 1908, p. 90
5. ↑  Armenia // The Oxford Encyclopedia of Economic History. / Joel Mokyr. — NY: Oxford University Press, 2003. — Vol. 5. — С. 157. — 2824 p. — ISBN 9780195105070. Архивировано 5 октября 2021 года.Оригинальный текст (англ.)During the periods from 1804 to 1813 and from 1813 to 1828, the Russian-Persian wars led to eastern Armenia's incorporation into the Russian Empire
6. ↑  George A. Bournoutian. Armenian // An Ethnohistorical Dictionary of the Russian and Soviet Empires / James Stuart Olson, Lee Brigance Pappas, Nicholas Charles Pappas. — Westport, Conn.: Greenwood press, 1994. — С. 45. — 840 p. — ISBN 9780313274978. Архивировано 5 октября 2021 года.Оригинальный текст (англ.)The situation of the Armenians in Russia was better. The Russia conquest of eastern Armenia folowing the Russo-Persian war of 1804-1813 and 1826-1828 allowed the armenians a chance to advance
7. ↑  Leonard F. Wise, E. W. Egan. Kings, Rulers, and Statesmen / Ph.D. Mark Hillary Hansen. — NY: Sterling Publishing Company, 2005. — С. 22. — 318 p. — ISBN 9781402725920. Архивировано 5 октября 2021 года.Оригинальный текст (англ.)The nothern part of Armenia came under Russian rule in 1813
8. ↑  U.S. Congress. House. Committee on Banking, Finance, and Urban Affairs. Subcommittee on Economic Stabilization. The land of Karabagh: geography & history prior to 1920 (en.) // Eastern Europe: Exchange Opportunities : Hearings Before the Subcommittee on Economic Stabilization of the Committee on Banking, Finance and Urban Affairs, House of Representatives. — Washington: U.S. Government Printing Office, 1990. — 14-15 febrary (вып. One Hundred First Congress, Second Session). — P. 274—275.Оригинальный текст (англ.)... and in 1813, Russia formally occupide much of Eastern Armenia, including Karabagh
9. ↑  George A. Bournoutian. Eastern Armenia from the 17th Century to the Russian Annexation // The Armenian People from Ancient to Modern Times / Richard G. Hovannisian. — Palgrave Macmillan, 1997. — P. 103. — 493 p. — ISBN 0312101686. — ISBN 9780312101688.
10. ↑  Советская историческая энциклопедия / Жуков Е.М.. — М.: Сов. энциклопедия, 1964. — Т. 5. — С. 499. Архивировано 20 июля 2022 года.Оригинальный текст (рус.)Ереванское ханство (Эриванское) — ханство, осн. в 1604 иран. шахом Аббасом I на терр. Вост. Армении.
11. ↑  В.А. Золотарев, В.А. Авдеев. Военная история отечества с древних времен до наших дней. В 3 т.. — М.: Мосгорархив, 1995. — Т. 1. — С. 367. — 513 с. Архивировано 25 ноября 2021 года.Оригинальный текст (рус.)В свою очередь, в 1639 г. была окончательно разделена и Армения. Западная Армения отошла к Турции, Восточная — к Ирану. Восточная Армения вошла в основном в состав Эриванского беглербегства и Нахичеванского ханства.»
12. ↑  George A. Bournoutian. Eastern Armenia from the 17th Century to the Russian Annexation // The Armenian People from Ancient to Modern Times / Richard G. Hovannisian. — Palgrave Macmillan, 1997. — P. 81—107. — 493 p. — ISBN 0312101686. — ISBN 9780312101688.Оригинальный текст (англ.)The terms "Eastern" or "Persian" Armenia and 'Turkish" or "Western" Armenia were soon coined by contemporary travelers, geographers, and historians.  
 For the next eight decades Eastern Armenia remained under the control of the Safavids, who divided it into two administrative units: Chukhur-i Sa'ad, or the territory of Erevan and Nakhichevan ... Chukhur-i Sa'ad was composed of sections from the historic Armenian provinces of Ayrarat, Gugark, and Vaspurakan. 
 Hence by the second haf of the eighteenth century, Eastern Armena was composed of four khanates: Erevan, Nakhichevan (which included a number of settlements south of Araxes River), Karabakh (which included Zangezur), and Ganja
13. ↑  Mark Levene. Devastation. — OUP Oxford, 2013. — Vol. I: The European Rimlands 1912-1938. — С. 217. — 576 p. — ISBN 9780199683031.Оригинальный текст (англ.)in formerly Russian-controlled eastern Armenia as far as Nakhichevan and Zangezur
14. ↑  Gavin R.G. Hambly, in The Cambridge History of Iran, ed. William Bayne Fisher (Cambridge University Press, 1991), pp. 145—146
15. ↑  , ISBN 978-0-333-61974-2 {{citation}}: |title= пропущен или пуст (справка) (Armenian Perspective)
16. 1 2 3 4 5  Samkharadze, Nikoloz. Georgian State Border – Past and Present. Centre for Social Sciences (август 2020). Дата обращения: 9 сентября 2020. Архивировано 4 февраля 2021 года.
17. ↑  King, Francis. Improbable nationalists? Social democracy and national independence in Georgia 1918-1921. UEA Digital Repository. Дата обращения: 9 сентября 2020. Архивировано 31 января 2022 года.
18. 1 2 3 4 5 6 7 8 9 10  Partskhaladze, George; Anderson, Andrew. Armeno-Georgian War of 1918 and Armeno-Georgian Territorial Issue in the 20th Century. Дата обращения: 26 сентября 2020. Архивировано 20 декабря 2021 года.
19. ↑   (арм.). {{cite encyclopedia}}: |title= пропущен или пуст (справка)
20. ↑  E. Cornell, Svante. Autonomy and conflict: ethnoterritoriality and separatism in the South Caucasus : cases in Georgia. — Dept. of Peace and Conflict Research, Uppsala University, 2002. — P. 137. — ISBN 9789150616002.
21. ↑  Ionesyan, Karine (22 сентября 2009). Defending Chakhalyan: Tbilisi accused of "dragging out" appeal hearing in high-profile "Armenian activist" case. Архивировано 16 ноября 2018. Дата обращения: 29 июня 2013.
22. ↑  Border crossing points. National security service of the Republic of Armenia=. Дата обращения: 19 июля 2021. Архивировано 6 февраля 2023 года.
23. ↑  Border checkpoints of Georgia. State Commission on Migration Issues=. Дата обращения: 19 июля 2021. Архивировано 6 февраля 2023 года.
24. 1 2 3  Georgia Border Crossings. Caravanistan. Дата обращения: 9 сентября 2020. Архивировано 17 января 2021 года.
25. ↑  President Serzh Sargsyan attends opening of refurbished Bavra border checkpoint. Дата обращения: 6 февраля 2023. Архивировано 6 февраля 2023 года.